# Badegoulien
Das Badegoulien ist eine archäologische Kulturstufe des späten bzw. oberen Jungpaläolithikums. Sie ist im Wesentlichen auf den Südwesten Frankreichs und Kantabrien beschränkt, kommt aber auch an der spanischen Mittelmeerküste (Höhle Parpalló bei Valencia) vor. Vereinzelt tritt es auch in der Region Languedoc-Roussillon auf. Über die Auvergne erstreckt es sich schließlich bis in die Schweiz und nach Deutschland.

## Typlokalität und Verbreitungsgebiet

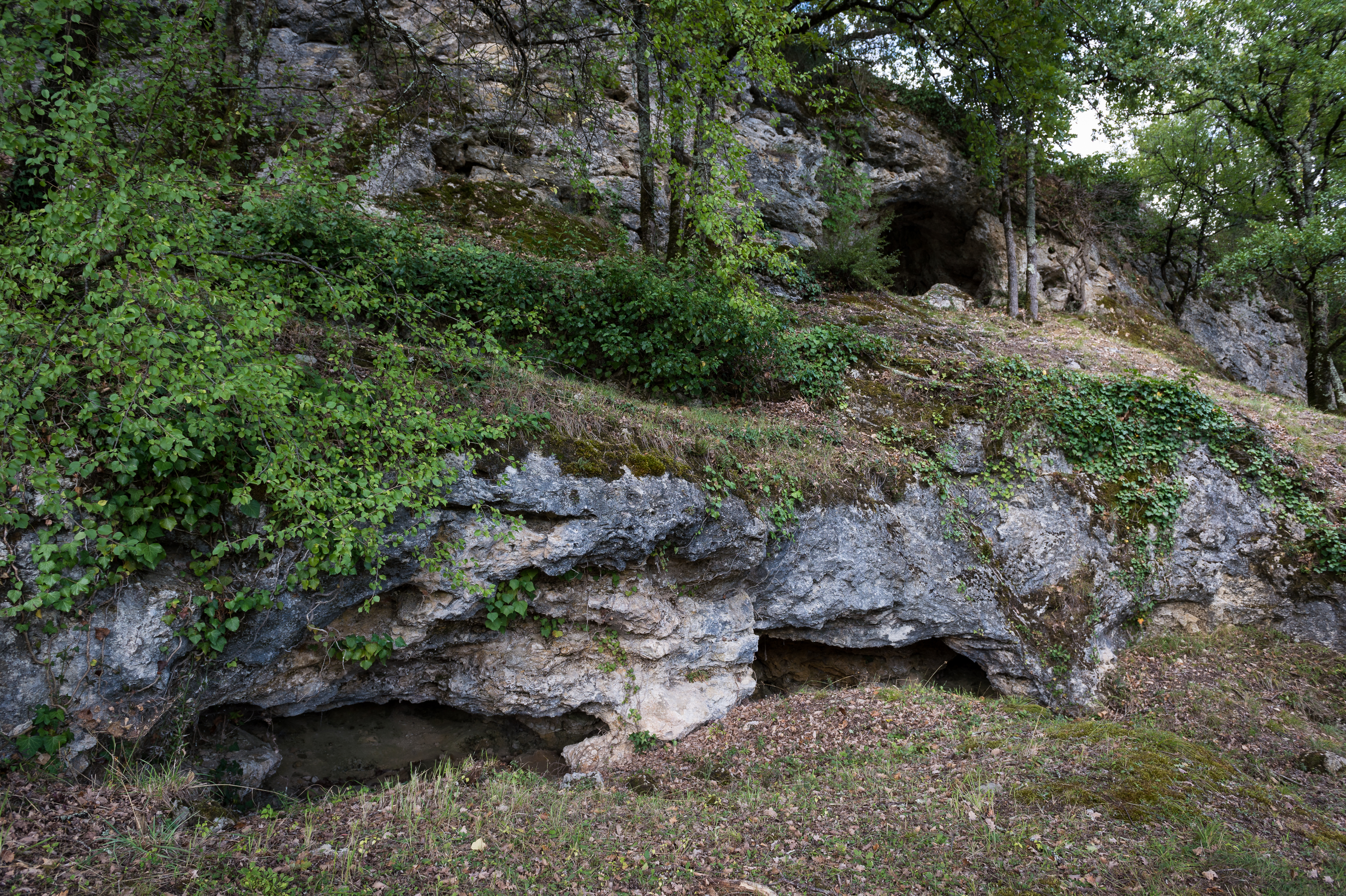
Die namengebende Fundstelle (2017)

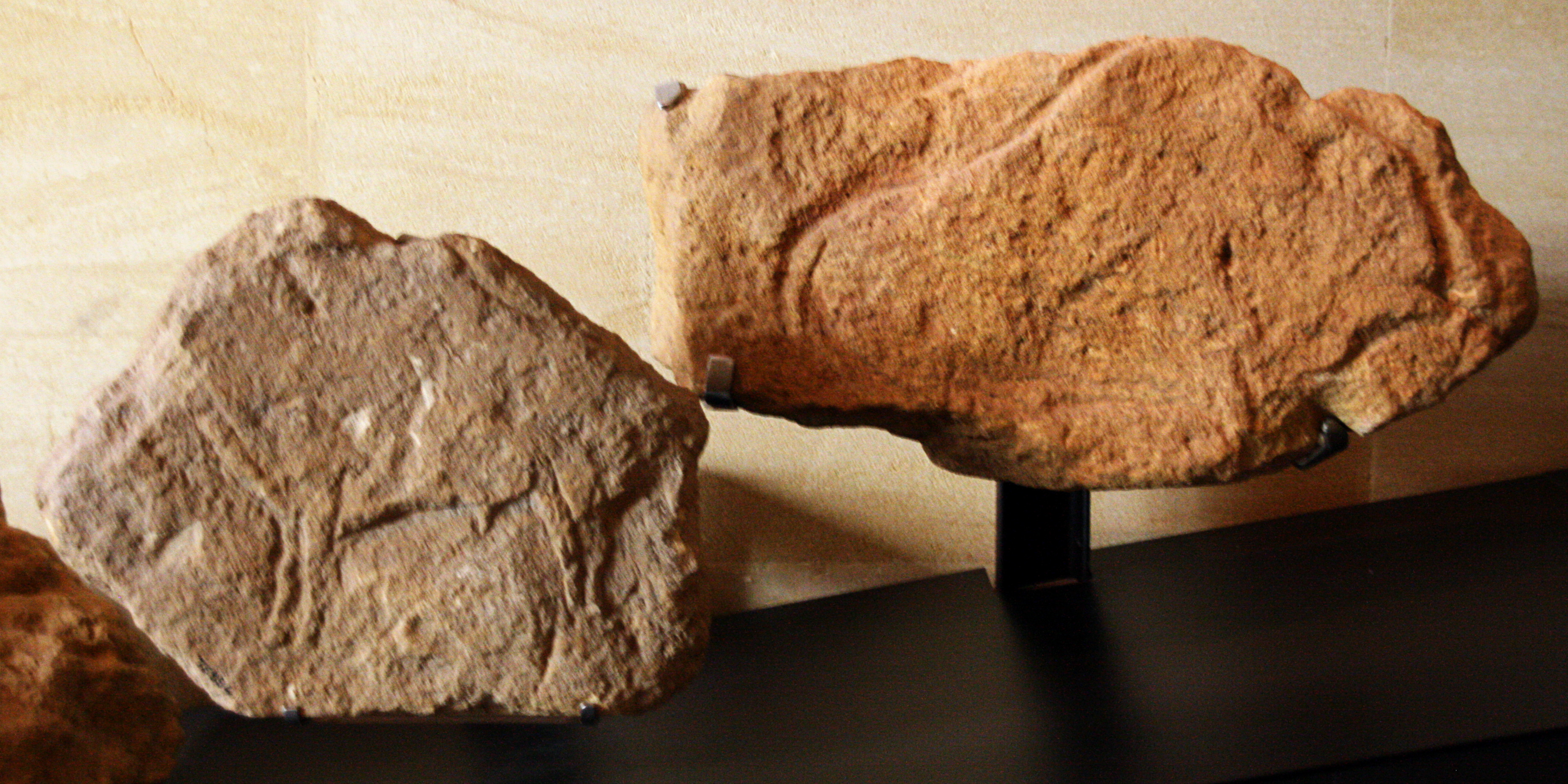
Wisentgravuren von Les Jamblancs bei Bourniquel

Das Badegoulien wurde nach den drei Abris von Badegoule in der Gemeinde Le Lardin-Saint-Lazare im Département Dordogne benannt.

### Fundstätten
Frankreich
- Badegoule (Typlokalität) – Dordogne[1] Monument historique
- Birac – Gironde
- Bize – Languedoc-Roussillon
- Blot-l’Église – Auvergne
- Camparnaud – Languedoc-Roussillon (Gard)[2]
- Casevert – Gironde
- Cassegros – Quercy
- Casserole (Abri) – Dordogne[3]
- Fritsch (Abri) – Indre[4]
- Houleau – Gironde
- La Bertonne – Gironde
- La Rivière – Languedoc-Roussillon
- Lassac – Languedoc-Roussillon
- Laugerie-Haute (Ostabschnitt) – Dordogne[5]
- Le Cuzoul – Lot
- Les Jamblancs – Dordogne
- Les Peyrugues – Midi-Pyrénées[6]
- Maubin – Gironde
- Pégourié – Lot[7]
- Rond du Barry (Höhle) – Haute-Loire[8]

Schweiz
- Kastelhöhle (Nordabschnitt) bei Solothurn

Spanien
- Cova Rosa – Kantabrien
- Cueto de la Mina – Kantabrien
- El Castillo (Höhle) – Kantabrien[9]
- El Cierro – Kantabrien
- La Lloseta – Kantabrien
- La Riera – Kantabrien[10]
- Las Caldas (Höhle) – Kantabrien[11]
- Parpalló – Valencia[12]
- Rascaño (Höhle) – Kantabrien[13]

## Zeitlicher Rahmen
Das Badegoulien folgt unmittelbar auf das Solutréen (beziehungsweise überlappt sich zeitlich mit diesem). Mit ihm setzt das Magdalénien ein. Das Badegoulien begann vor zirka 19.000 Jahren BP und dauerte bis etwa 17.000 Jahre BP.
Datierungen mittels der C 14 Methode in der Kastelhöhle ergaben für das Badegoulien die Alter von 18 530 ±150 BP, 19 200 ±150 BP und 19 620 ±140 BP – generell etwas älter als vergleichbare Horizonte in Frankreich.

## Charakterisierung
Meist wird das Badegoulien mit dem Unteren Magdalénien 0, I und II (franz. Magdalénien ancien) gleichgesetzt. Dennoch sind jetzt viele wissenschaftliche Autoren der Ansicht, dass das Badegoulien eine eigene, unabhängige Kulturstufe darstellt, die sich in ihren Steinartefakten und Werkzeugen deutlich vom Unteren Magdalénien unterscheidet. Das Badegoulien dürfte vielmehr eine Fortentwicklung des ausgehenden Solutréens (Solutréen final) darstellen.
Die Kulturstufe zeichnet sich durch folgende Wesensmerkmale aus:
- Blattklingen und kleinere Blattklingen mit Rücken treten nur sehr selten auf.
- Vorherrschen von Abschlagsschuppen, die als für das Badegoulien charakteristische Kratzer – eine Art Abziehklinge – (franz. raclette) verwendet wurden.
- Auftreten von sehr robusten Sticheln.
- Unterschiedliche Arten von Bohrern.
- Der Speerspitzenansatz ist einfach abgefast und trägt lanzenförmige Gravuren.
- Die aus Knochen gefertigten Werkzeuge sind klobig.
- Die Rentierknochen wurden mit einer veralteten Abschlagtechnik bearbeitet, welche im Magdalénien nicht mehr vorkommt.

### Unterschiedliche Fazies
Neuere Untersuchungen haben innerhalb des Badegoulien eine geographisch bedingte Differenzierung in verschiedene Fazies erbracht:
- Aquitanische Fazies, wiederum unterteilt in eine:
  - ältere Fazies mit gekerbt-gezähnten Klingen, Schabern und retuschierten Klingen.
  - jüngere Fazies mit überwiegend vielen Kratzern.
- Kantabrische Fazies mit gekerbten und gezähnten Klingen, Kratzern, Sticheln, schnabelförmigen Sticheln, Bohrern und retuschierten Klingen.
- Mittelmeerfazies mit Schabern, retuschierten Klingen und archaisch anmutenden Werkzeugen.

## Klimageschichte
Das Badegoulien beginnt in einem kalten Klimaabschnitt nach dem Kältemaximum der Würmeiszeit und endet im Lascaux-Interstadial, das in Südfrankreich einen wärmeren und feuchten Abschnitt markiert.